# Pino Mercanti
Pino Mercanti (eigentlich Giuseppe Mercanti; * 16. Februar 1911 in Palermo; † 3. September 1986 in Rom) war ein italienischer Filmregisseur.

## Leben
Mercanti gehörte neben den Brüdern Gorgone, mit denen er oft zusammenarbeitete, zu den führenden Filmemachern und Pionieren des sizilianischen Films; er drehte seine ersten Filme in den 1930er Jahren für die „Organizzazzione Filmistica Siciliana“ in seiner Geburtsstadt. Zunächst als Regieassistent tätig, drehte er ab 1943 kontinuierlich Filme in eigener Verantwortung, wobei er sich dem Kommerzfilm zuwandte und Abenteuerstoffe ebenso wie Melodramen, später Western und Agentenfilme vorlegte. Dabei verwendete er oftmals das die anglizierte Version seines Namens, „Joseph Trader“, als Pseudonym. Gelegentlich schrieb er auch die Drehbücher seiner Filme; 1949 einmalig für einen anderen Regisseur, als er Aldo Verganos I fuorilegge skriptete.

## Filmografie (Auswahl)
- 1933: Nubi (auch Buch & Schnitt)
- 1952: Karawane der Sünde (La caravana del peccato)
- 1955: Der Fischer der goldenen Insel (Agguato sul mare)
- 1960: Die Rache des roten Ritters (Il cavaliere dai cento volti)
- 1963: Cesare Borgia (Il duca nera)
- 1963: Der Rächer mit der Maske (Il vendicatore mascherato)
- 1964: Für drei Dollar Blei (Tre dollari di piombo)
- 1964: Die verdammten Pistolen von Dallas (Las malditas pistolas de Dallas)
- 1966: Der schwarze Skorpion (Cifrato speciale)